# Gare de Saint-Germain-au-Mont-d’Or
Gare de Saint-Germain-au-Mont-d’Or vasútállomás Franciaországban, Saint-Germain-au-Mont-d’Or településen.

## Vasútvonalak
Az állomást az alábbi vasútvonalak érintik:
- Párizs–Marseille-vasútvonal
- Coteau–Saint-Germain-au-Mont-d’Or-vasútvonal

## Kapcsolódó állomások
A vasútállomáshoz az alábbi állomások vannak a legközelebb:
- Gare de Quincieux
- Gare d’Albigny - Neuville
- Gare de Chazay - Marcilly
- Gare de Lyon-Part-Dieu
- Gare de Villefranche-sur-Saône